# SNCF X 2770

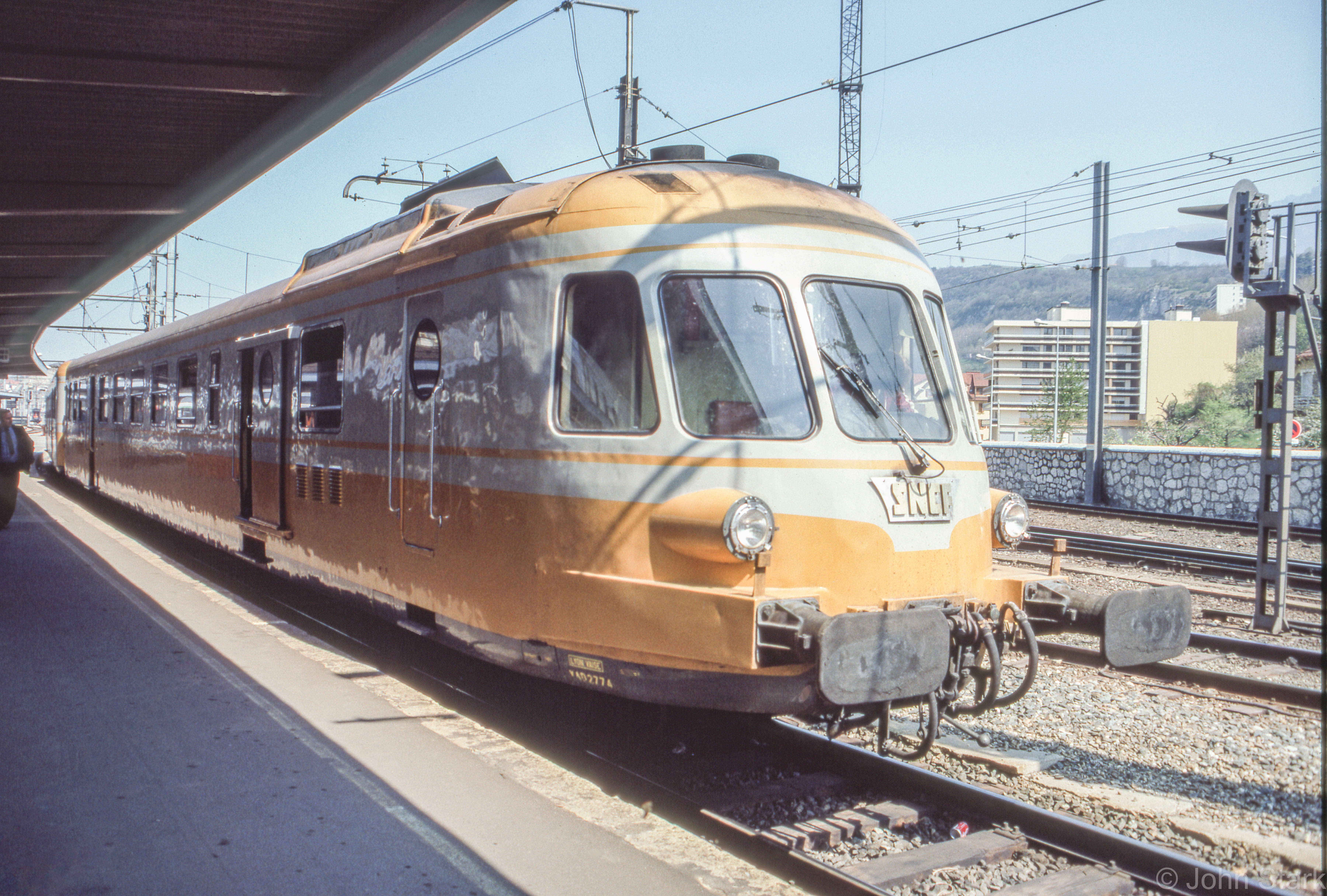
X2774 in Chambéry (1982)

Die Baureihe X 2770 war ein einmotoriger Dieseltriebwagen der französischen Staatsbahn SNCF, der als RGP1 für den TEE-Verkehr zu den „Rames à grand parcours“ (RGP) genannten Ferntriebwagen gehörte.
Die 11 gebauten Fahrzeuge wurden 1955 und 1956 von De Dietrich und SACM geliefert. Für das Design zeichnete Paul Arzens verantwortlich.
Weitgehend baugleich mit der Baureihe X 2720 erhielten die klimatisierten Einheiten aus Triebwagen (Betriebsnummern X 2771 bis X 2781) sowie passenden Bei- und Steuerwagen die TEE-Lackierung Bordeaux/Creme und für den grenzüberschreitenden Verkehr zum Teil ein Drei- bzw. Vierlicht-Spitzensignal. Sie führten nur die 1. Wagenklasse und verfügten über eine Küche. Einer dieser Züge wurde für die Dienstreisen des französischen Präsidenten genutzt.
Als TEE 155/190 „Parsifal“ kamen die Züge in den Jahren 1958 und 1959 unter anderem vom Pariser Bahnhof Gare du Nord nach Dortmund. Ab 1960 wurde der Parsifal bis Hamburg verlängert, wofür der kurze X 2770 nicht mehr ausreichend war. Er wurde daher durch deutsche Triebzüge der Baureihe VT 11.5 ersetzt. Stattdessen fuhren die X 2770 jetzt als TEE 185 „Paris-Ruhr“ bis Düsseldorf (in der Gegenrichtung als TEE 168 „Ruhr-Paris“), wo zuvor der VT 11.5 eingesetzt war. Darüber hinaus wurden die Züge unter anderem für TEE-Verbindungen von Paris nach Zürich (TEE 47/40 „Arbalète“), Brüssel (TEE 125/128 „Étoile du Nord“), als Querverbindung Brüssel – Zürich über Straßburg (TEE 31/30 „Edelweiss“) und davon losgelöst von Lyon nach Turin (TEE 631/632 „Mont-Cenis“) und von Marseille nach Genf (TEE „Rhodanien“) verwendet. All diese Verbindungen wurden spätestens 1965 auf lokbespannte Züge oder auf den deutlich längeren deutschen VT 11.5 umgestellt.
Nach dem Rückzug aus den TEE-Diensten wurden diese Fahrzeuge ab 1972 umgebaut, dabei weitgehend den Typen ETG und RTG angeglichen und zweiteilig in die Baureihe X 2720 eingegliedert. Die Küche wurde entfernt und ein 2.-Klasse-Bereich installiert, ihre Betriebsnummern änderten sich in X 2739 bis X 2749.